# Thermozodia
Thermozodia är en ordning av djur. Thermozodia ingår i klassen Mesotardigrada, fylumet Tardigrada och riket djur.
Ordningen innehåller bara familjen Thermozodiidae. Thermozodia är enda ordningen i klassen Mesotardigrada.